# Xã Albany, Quận Stearns, Minnesota
Xã Albany (tiếng Anh: Albany Township) là một xã thuộc quận Stearns, tiểu bang Minnesota, Hoa Kỳ. Năm 2010, dân số của xã này là 980 người.